# Firsby
Firsby – wieś w Anglii, w hrabstwie Lincolnshire, w dystrykcie East Lindsey. Leży 49 km na wschód od Lincoln i 184 km na północ od Londynu.
Miejscowość liczy 276 mieszkańców.